# آندره سانتارلی
آندره سانتارلی (انگلیسی: Andrea Santarelli؛ زادهٔ ۳ ژوئن ۱۹۹۳) شمشیرباز اهل ایتالیا است.
وی در مسابقات کشوری و بین‌المللی در مجموع برندهٔ ۳ مدال نقره، ۳ مدال برنز شده‌است.